# Миладин
Миладин је старо славеносрпско мушко име. Настао је од основа речи мио и радост. Може се односити на:
- Миладин Поповић (1910–1945), политичар
- Миладин „Дадо“ Пршо (рођен 1974), фудбалер у пензији
- Миладин Стевановић (рођен 1996), фудбалер
- Миладин Шобић (рођен 1956), певач
- Миладин Зарић (1889–1976), учитељ и војник